# Fraunhofer-Institut für Mikrostruktur von Werkstoffen und Systemen
Das Fraunhofer-Institut für Mikrostruktur von Werkstoffen und Systemen IMWS ist eine außeruniversitäre Forschungseinrichtung der Fraunhofer-Gesellschaft zur Förderung der angewandten Forschung in Halle (Saale).
Es ist aus dem Institut für Festkörperphysik und Elektronenmikroskopie der Akademie der Wissenschaften der DDR hervorgegangen. Von 1992 bis 2015 gehörte das Fraunhofer IMWS als Institutsteil Halle zum Fraunhofer-Institut für Werkstoffmechanik IWM, das 1971 in Freiburg im Breisgau gegründet worden war. Seit 2016 ist die Einrichtung ein eigenständiges Fraunhofer-Institut. Das Fraunhofer IMWS bietet mikrostrukturbasierte Diagnostik und Technologieentwicklung für Werkstoffe, Bauteile und Systeme. Aufbauend auf den Kernkompetenzen in Mikrostrukturanalytik und im mikrostrukturbasierten Materialdesign erforscht das Institut Fragen der Funktionalität und des Einsatzverhaltens sowie der Zuverlässigkeit, Sicherheit und Lebensdauer von Werkstoffen, die in unterschiedlichen Markt- und Geschäftsfeldern zur Anwendung kommen, etwa der Elektronik, der Kunststofftechnik, der chemischen Industrie, der Energietechnik und Photovoltaik, dem Gesundheitsbereich oder dem Automobilbau und der Verkehrstechnik.

## Geschäftsfelder und Leistungen
Die Forschungsarbeiten des Fraunhofer IMWS verteilen sich auf unterschiedliche Geschäftsfelder, die jeweils verschiedene Märkte adressieren:
Werkstoffe und Bauelemente der Elektronik: Schwerpunkte sind Bauelemente, Systeme und Materialien der Elektronik, beispielsweise integrierte Halbleiterschaltkreise, Sensoren sowie elektronische Bauelemente und Baugruppen. Diese werden analysiert und getestet, um den Zusammenhang zwischen den technologischen Herstellungsprozessen und Einsatzbedingungen, den Mikrostruktur- und Materialeigenschaften und den davon abhängigen Funktionseigenschaften im Detail zu verstehen. Zu den dabei eingesetzten Verfahren gehören zerstörungsfreie Analytik, höchstauflösende Methoden der Elektronenmikroskopie und Festkörperspektroskopie, Verfahren der Oberflächen- und Spurenanalytik sowie mechanische Materialcharakterisierung, Modellierung und numerische Simulation.
Polymeranwendung: Im Mittelpunkt stehen Fragestellungen der Kunststoffverarbeitung und Optimierung von Polymermaterialien, etwa für thermoplastbasierten Leichtbau, Reifenanwendungen oder den Einsatz biobasierter Kunststoffe. Ziel der Arbeiten ist eine verbesserte Energie- und Ressourceneffizienz beim Einsatz der vom Fraunhofer IMWS entwickelten Materialien und Prozesse im Industriemaßstab. Einsatzfelder sind beispielsweise die Mobilitätsanwendungen Automobil, Flugzeug und Schienenfahrzeug, zu den Auftraggebern des Instituts gehören auch Unternehmen aus der Kunststoffindustrie und dem Maschinenbau. Ein Teil der Forschungsarbeiten des Geschäftsfelds erfolgt am Fraunhofer-Pilotanlagenzentrum für Polymersynthese und -verarbeitung PAZ in Schkopau, einer gemeinsamen Einrichtung des Fraunhofer IMWS und des Fraunhofer-Instituts für Angewandte Polymerforschung IAP. Dort stehen Anlagen bis in den Industriemaßstab zur Verfügung.
Biologische und makromolekulare Materialien: Hier geht es um Fragestellungen aus den Bereichen Medizin, Pflege und Umwelt. Die Schwerpunkte liegen dabei in der Materialforschung für Dental- und Personal Care Produkte, der Entwicklung und Charakterisierung von Biomaterialien für Medizinprodukte und der Biofunktionalisierung von Oberflächen, wobei Kenntnisse aus Material- und Biowissenschaften kombiniert werden.
Optische Materialien und Technologien: Die Tätigkeiten umfassen die mikrostrukturbasierte Entwicklung optischer Materialien und Komponenten sowie die Weiterentwicklung laserbasierter Materialbearbeitungsprozesse. Der Einsatz hochauflösender Analytiktechnik ermöglicht Erkenntnisse zu Mikrostruktur-Eigenschafts-Beziehungen etwa von Glaskeramiken, Effektpigmenten oder optischen Schichten und eine Verkürzung von Entwicklungszyklen. Die Auftraggeber in diesem Geschäftsfeld kommen aus der optischen Industrie, dem Spezialmaschinenbau sowie der Lackindustrie.
Wasserstofftechnologien: Basierend auf der langjährigen Erfahrung des Instituts und den Kompetenzen in der Charakterisierung und Entwicklung von Werkstoffen zielen die aktuellen Arbeiten vor allem darauf ab, sichere Materialien, Komponenten und Systeme für die Wasserstoffwirtschaft zur Verfügung zu stellen. Die Aktivitäten des Instituts tragen zudem dazu bei, Investitions- und Betriebskosten zu reduzieren, um die Konkurrenzfähigkeit von Grünem Wasserstoff aus der Wasserelektrolyse im Vergleich zu fossilen Energieträgern sowie zu herkömmlichen Wasserstoff-Herstellungsverfahren wie der Dampfreformierung zu erhöhen. So kann Grüner Wasserstoff zum Schlüsselelement für die Energiewende und eine nachhaltige Chemieindustrie werden.

## Fraunhofer-Center für Silizium-Photovoltaik CSP
Das Fraunhofer-Center für Silizium-Photovoltaik CSP ist eine gemeinsame Einrichtung des Fraunhofer IMWS und des Fraunhofer-Instituts für Solare Energiesysteme ISE. Zu den Aktivitäten gehören:
- Entwicklung und Optimierung von Silizium-Kristallisationsverfahren, ihrer Skalierbarkeit und der photovoltaisch relevanten Materialeigenschaften
- Herstellung mono- und multikristalliner Silizium-Ingots in Industriegröße
- Pilotlinie für die Herstellung dünner Silizium-Wafer
- Entwicklung der Verbindungstechnik, Optimierung der Kontaktierungsprozesse für die Serienverschaltung von kristallinen Silizium-Solarzellen
- Verbesserung der Effizienz von Solarzellen durch Photonenmanagement
- Charakterisierung der Mikrostruktur und der Zusammensetzung von Materialien der Photovoltaik
- Strukturelle, chemische, elektrische und optische Materialanalyse und Solarzellencharakterisierung
- Erhöhung der Ausbeute in der industriellen Fertigung von Solarzellen
- Bewertung der Zuverlässigkeit von Modulen und Einzelkomponenten

## Fraunhofer-Anwendungszentrum für Anorganische Leuchtstoffe Soest
Das Fraunhofer Anwendungszentrum in Soest forscht und arbeitet auf den Gebieten der Leuchtstoffe mit Partnern und Auftraggebern aus Industrie, Forschung und Entwicklung. Das Anwendungszentrum beschäftigt sich als Forschungseinheit des Fraunhofer IMWS mit der Charakterisierung und Entwicklung von Leuchtstoffen und Leuchtstoffsystemen. Im Fokus stehen dabei umfassende optische und spektroskopische Analysen, thermische Messmethoden und Charakterisierungen am LED-Modul sowie Leistungsmessungen im Labor. Start des von Stefan Schweizer geleitet und auf dem Campus der FH Südwestfalen angesiedelten Zentrums war der 17. Dezember 2013. Die offizielle Eröffnung fand im Beisein von NRW-Forschungsministerin Svenja Schulze am 20. Juni 2014 statt.
- Optische und strukturelle Charakterisierung und Bewertung von Leuchtstoffen
- Herstellung und Entwicklung von leuchtstoffdotierten Spezialgläsern für die Licht- und Beleuchtungstechnik, die medizinische Diagnostik und die Photovoltaik
- Thermomanagement von LEDs und LED-Modulen
- Zuverlässigkeit und Langzeitstabilität von LEDs und LED-Modulen
- Oberflächen- und Elementanalyse

## Kooperationen
- Leopoldina
- Martin-Luther-Universität Halle-Wittenberg
- Otto-von-Guericke-Universität Magdeburg
- Technische Universität Dresden
- Technische Universität Ilmenau
- FH Schmalkalden
- Universität Leipzig
- Hochschule Anhalt (Standort Köthen)
- Hochschule Merseburg
- Hochschule für Technik, Wirtschaft und Kultur Leipzig
- Fachhochschule Südwestfalen (Soest)
- Kooperationen mit Instituten der Max-Planck-Gesellschaft
- Burg Giebichenstein Kunsthochschule Halle

## Trivia
Bei der Eröffnungsveranstaltung mit der Bundeskanzlerin Angela Merkel am 25. Januar 2016 erregte der Chemiker Thomas Rödel durch einen Zwischenruf mediale Aufmerksamkeit.